# Some of Our Biggest Star Performers
Some of Our Biggest Star Performers è un cortometraggio muto del 1916. Il nome del regista non viene riportato nei credit del film, un documentario prodotto dalla Vitagraph,

## Produzione
Il film fu prodotto dalla Vitagraph Company of America.

## Distribuzione
Distribuito dalla General Film Company, il film - un cortometraggio di 150 metri - uscì nelle sale cinematografiche statunitensi il 25 dicembre 1916. Nelle proiezioni, veniva programmato con il sistema dello split reel, accorpato in un'unica bobina con un altro cortometraggio prodotto dalla Vitagraph, la commedia A Journey to Nowhere.